# 克勒斯林
克勒斯林（德語：Kröslin）是德国梅克伦堡-前波美拉尼亚州的市镇，隶属于前波美拉尼亚-格赖夫斯瓦尔德县。总面积为22.4平方千米，截至2023年12月31日总人口为1,712人。